# پای‌ابرنجن

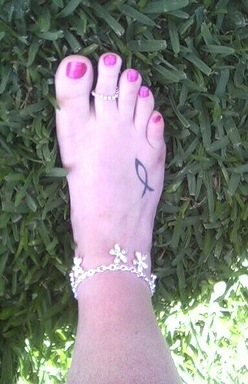
خلخال

پای‌ابرنجَن یا  پای‌اورنجَن یا پای‌آورنجَن یا پای‌برنجین یا پای زیب (به عربی: خلخال)، که در زبان گفتاری بدان پابند گفته می‌شود، زنجیری است از طلا یا نقره یا دیگر فلزات آذینی که بر مچ پا بسته می‌شود و گاه دارای آویزهایی برای ایجاد صداست. پابند می‌تواند از فلز نباشد. مانند پابندهای بافت.
در اصل هر دستبندی میتواند پابد هم باشد و پابند اغلب بلندتر است.

## در مراسم و آیین‌ها
در برخی ادیان که کشتن جانداران گناهی بزرگ است؛ به همین دلیل، برخی پیروان با بستن خلخال به پا و ایجاد صدا در سطح زمین به‌هنگام راه‌رفتن، حشرات سرِ راه خود را فراری می‌دهند تا زیر پا له نشوند.

## در ادبیات
فرخی سیستانی:
| وین بدان گوید باری من از این زر کُنَمی |  | ماهرویان را از گوهر، خلخال و سِوار |

توضیح: «سِوار» به‌معنی دستبند است.
نظامی گنجه‌ای (خسرو و شیرین):
| روانه شد چو سیمین کوه درحال |  | درافکنده به کوه آواز خلخال |

مولوی (مثنوی): 
| پس بفرمودش که برسازد ز زر |  | از سِوار و طوق و خلخال و کمر |

توضیح: «کمر» در بیت یادشده به‌معنی کمربند زینتی است.